# Lisdodde
Lisdodde (Typha) is een geslacht uit de lisdoddefamilie (Typhaceae). De soorten komen wereldwijd voor. In de Benelux zijn er twee soorten inheems: 
- Grote lisdodde (Typha latifolia)
- Kleine lisdodde (Typha angustifolia)

## Soorten
- Typha albida Riedl
- Typha alekseevii Mavrodiev
- Typha androssovii Krasnova
- Typha angustifolia L. - Kleine lisdodde
- Typha austro-orientalis Mavrodiev
- Typha azerbaijanensis Hamdi & Assadi
- Typha biarmica Krasnova
- Typha capensis (Rohrb.) N.E.Br.
- Typha caspica Pobed.
- Typha changbaiensis M.Jiang Wu & Y.T.Zhao
- Typha davidiana (Kronf.) Hand.-Mazz.
- Typha domingensis Pers.
- Typha elephantina Roxb.
- Typha ephemeroida Krasnova
- Typha grossheimii Pobed.
- Typha incana Kapit. & Dyukina
- Typha joannis Mavrodiev
- Typha kalatensis Assadi & Hamdi
- Typha kamelinii Krasnova
- Typha komarovii Krasnova
- Typha kozlovii Krasnova
- Typha krasnovae Doweld
- Typha latifolia L. - Grote lisdodde
- Typha laxmannii Lepech.
- Typha linnaei Mavrodiev & Kapit.
- Typha lugdunensis P.Chabert
- Typha minima Funck
- Typha orientalis C.Presl
- Typha paludosa Krasnova
- Typha przewalskii Skvortsov
- Typha shuttleworthii W.D.J.Koch & Sond.
- Typha sinantropica Krasnova
- Typha sistanica De Marco & Dinelli
- Typha subulata Crespo & Pérez-Mor.
- Typha tichomirovii Mavrodiev
- Typha turcomanica Pobed.
- Typha tzvelevii Mavrodiev
- Typha valentinii Mavrodiev
- Typha varsobica Krasnova
- Typha yakutii Krasnova & Chemeris

## Hybriden
- Typha × argoviensis Hausskn. ex Asch. & Graebn.
- Typha × bavarica Graebn.
- Typha × gezei Rothm.
- Typha × glauca Godr.
- Typha × provincialis A.Camus
- Typha × smirnovii Mavrodiev
- Typha × soligorskiensis D.Dubovik
- Typha × suwensis T.Shimizu
- Typha × volgensis Krasnova